# Ormetica orbana
Ormetica orbana är en fjärilsart som beskrevs av Rothschild 1910. Ormetica orbana ingår i släktet Ormetica och familjen björnspinnare. Inga underarter finns listade i Catalogue of Life.